# Административное деление Лихтенштейна

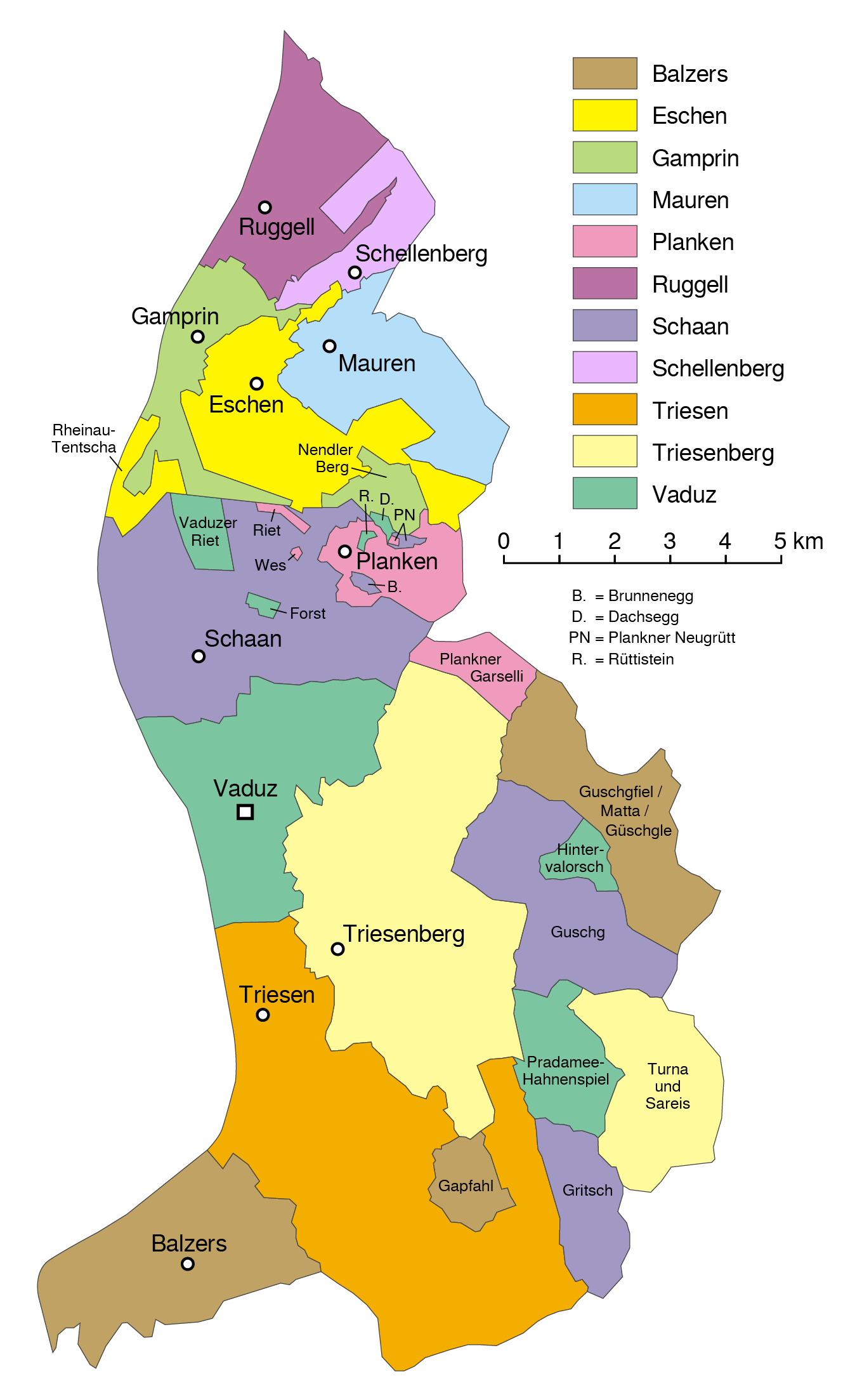
Административное деление Лихтенштейна

Княжество Лихтенштейн в административном отношении разделено на 11 общин (нем. Gemeinde(n)). Общины главным образом состоят из единственного города. Пять общин находятся в пределах избирательного округа Нижний Лихтенштейн, оставшиеся шесть относятся к Верхнему Лихтенштейну.

## Анклавыиэксклавы
Несмотря на свой маленький размер, общины имеют весьма причудливые формы. Семь общин, дополнительно к основной территории, имеют как минимум один эксклав.
- Бальцерс: 2 эксклава
- Эшен: 2 эксклава
- Гамприн: 1 эксклав
- Планкен: 3 эксклава, 1 анклав
- Шан: 4 эксклава, 2 анклава
- Тризенберг: 1 эксклав
- Вадуц: 5 эксклавов

## Общины
| Герб                | Почтовый индекс и название общины | Немецкое название | Население, чел. (30.06.2019) | Площадь, км² | Плотность, чел./км² | Населённые пункты                                                                       |
| ------------------- | --------------------------------- | ----------------- | ---------------------------- | ------------ | ------------------- | --------------------------------------------------------------------------------------- |
| Нижний Лихтенштейн  |                                   |                   |                              |              |                     |                                                                                         |
| Гамприн             | 9487 Гамприн                      | Gamprin           | 1663                         | 6,188        | 268,746             | Гамприн Бендерн                                                                         |
| Маурен              | 9493 Маурен                       | Mauren            | 4404                         | 7,491        | 587,905             | Маурен Шанвальд                                                                         |
| Руггелль            | 9491 Руггелль                     | Ruggell           | 2295                         | 7,378        | 311,060             | Руггелль                                                                                |
| Шелленберг          | 9488 Шелленберг                   | Schellenberg      | 1091                         | 3,559        | 306,547             | Шелленберг                                                                              |
| Эшен                | 9492 Эшен                         | Eschen            | 4459                         | 10,381       | 429,535             | Эшен Нендельн                                                                           |
| Верхний Лихтенштейн |                                   |                   |                              |              |                     |                                                                                         |
| Бальцерс            | 9496 Бальцерс                     | Balzers           | 4628                         | 19,731       | 234,554             | Бальцерс Мельс                                                                          |
| Вадуц               | 9490 Вадуц                        | Vaduz             | 5668                         | 17,315       | 327,346             | Вадуц Эбенхольц                                                                         |
| Планкен             | 9498 Планкен                      | Planken           | 478                          | 5,341        | 89,496              | Планкен Хинтер-Шелленберг                                                               |
| Тризен              | 9495 Тризен                       | Triesen           | 5230                         | 26,479       | 197,515             | Тризен                                                                                  |
| Тризенберг          | 9497 Тризенберг                   | Triesenberg       | 2643                         | 29,694       | 89,007              | Тризенберг, Вангерберг, Гафлай, Замина, Зилум, Зюкка, Мазеша, Мальбун, Ротенбоден, Штег |
| Шан                 | 9494 Шан                          | Schaan            | 5998                         | 26,920       | 222,808             | Шан Мюлехольц                                                                           |
| Лихтенштейн         | Лихтенштейн                       | Liechtenstein     | 38 557                       | 160,477      | 278,593             |                                                                                         |